# Ryżaczek długoogonowy
Ryżaczek długoogonowy (Oligoryzomys longicaudatus) – gatunek ssaka z podrodziny bawełniaków (Sigmodontinae) w obrębie rodziny chomikowatych (Cricetidae), występujący w południowej Ameryce Południowej.

## Zasięg występowania
Ryżaczek długoogonowy występuje w Chile i zachodniej, południowo-środkowej i południowej Argentynie.

## Taksonomia
Gatunek po raz pierwszy zgodnie z zasadami nazewnictwa binominalnego opisał w 1832 roku brytyjski zoolog Edward Turner Bennett nadając mu nazwę Mus longicaudatus. Holotyp pochodził z Valparaíso, w Chile.
Mus magelianicus (miejsce typowe: Port Famine, Chile) jest traktowany jako młodszy synonim O. longicaudatus. Cała taksonomia O. longicaudatus wymaga kompleksowego przeglądu obejmującego markery molekularne i dane morfologiczne, co jest szczególnie ważne, ponieważ gryzoń ten jest głównym rezerwuarem hantawirusów w Andach. Autorzy Illustrated Checklist of the Mammals of the World uznają ten takson za gatunek monotypowy.

### Etymologia
- Oligoryzomys: gr. ολιγος oligos „krótki, mały”; rodzaj Oryzomys S.F. Baird, 1857 (ryżniak)[28].
- longicaudatus: łac. longus „długi”; caudatus „ogonowy”, od cauda „ogon”[29].

## Morfologia
Długość ciała (bez ogona) 100 mm, długość ogona 118 mm, długość ucha 16 mm, długość tylnej stopy 28 mm; masa ciała 36 g (średnie wartości dla populacji z Neuquén); długość ciała (bez ogona) 103 mm, długość ogona 109 mm, długość ucha 18 mm, długość tylnej stopy 28 mm; masa ciała 41 g (średnie wartości dla populacji z Ziemi Ognistej; długość ciała (bez ogona) 93 mm, długość ogona 127 mm, długość ucha 16 mm, długość tylnej stopy 28 mm; masa ciała 33 g (średnie wartości dla populacji z Chubut). 